# Sherlock Holmes vs. Jack the Ripper
Sherlock Holmes versus Jack the Ripper (укр. Шерлок Голмс проти Джека Різника) — пригодницька відеогра, розроблена студією Frogwares і видана компанією Focus Home Interactive. П'ята (не рахуючи перевидань) гра в серії комп'ютерних ігор про Шерлока Холмса від Frogwares.
Після ремастерингу Шерлок Холмс: Пробудження та Шерлок Холмс проти Арсена Люпена, Шерлок Холмс проти Джека Різника запропонував можливість грати від третьої особи на додаток до перспективи від першої особи. Французька версія гри вийшла 30 квітня 2009 року, а англійська — 24 травня.

## Сюжет
Лондон, 1888 рік. Хвиля жорстоких убивств тримає в жаху все місто. У районі Вайтчепел була вбита молода повія. Наступного дня про це стали писати у газетах. Шерлок Голмс і Доктор Ватсон, дізнавшись про це, починають власне розслідування.
Вони починають розслідувати Вайтчепел, розпитують всіх перехожих, про те, що вони бачили чули. Район похмурий і старий, що дуже сильно не подобається Ватсону. У той же час, Джек Різник вирішив не зупинятися на одному вбивстві, і продовжує вбивати далі.

## Ігровий процес
Ігровий процес являє собою тривимірний квест з видом від першої або третьої особи, у якому потрібно по черзі грати то за Шерлока Голмса, то за доктора Ватсона. Гравець розвідує ігровий світ, спілкується з персонажами і вирішує головоломки.
Доступно декілька варіантів огляду — «з очей» персонажа, або класичний вид «зі сторони», характерний більшості квестів.

## Ролі озвучували
В англомовній версії гри головні ролі озвучували:
- Шерлок Голмс — Рік Сіммондс (Rick Simmonds)
- Доктор Ватсон — Девід Райлі (David Riley)